# Julianus Salwiusz

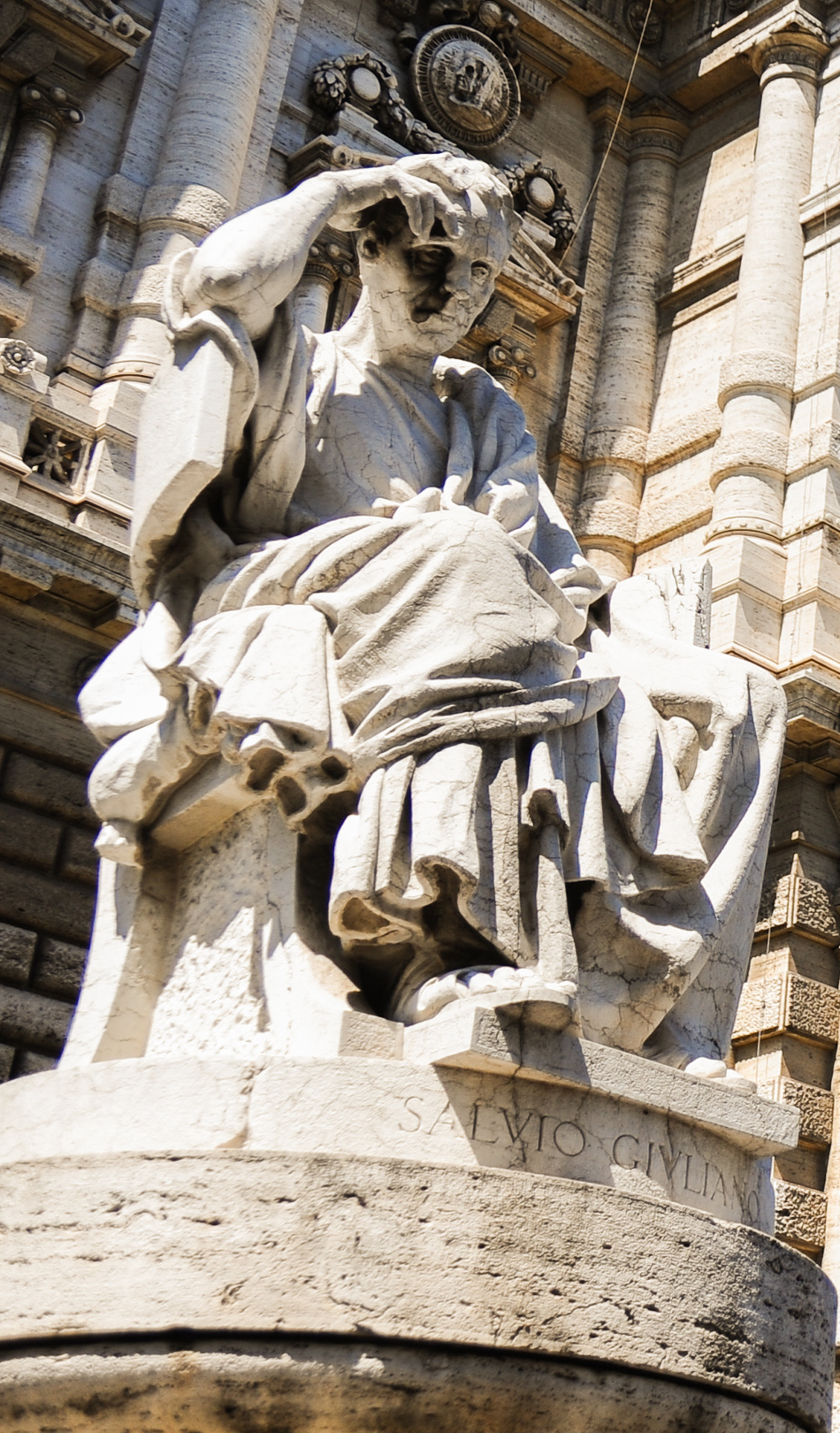
Pomnik Julianusa Salwiusza na Palazzo di Giustizia w Rzymie

Julianus Salwiusz, Julian Salwiusz, Salwiusz Julianus, (właściwie: Salvius Iulianus lub Lucius Octavius Cornelius Publius Salvius Iulianus Aemilianus) (II w. n.e.) – prawnik rzymski, który z polecenia cesarza Hadriana, stanął na czele komisji prawników, mającej na celu kodyfikację prawa pretorskiego (ius honorarium).
Komisja ta zebrała wszelkie aktualne zasady prawa cywilnego, wyrażane głównie w edyktach pretorskich. Po wygłoszeniu tego edyktu, zwanego wieczystym, urzędnicy utracili prawo wprowadzania innowacji. Edykt ten, zwany Edictum Salvianum, stał się kodeksem starego prawa, przeciwstawnym do ius novum, którego źródłem był cesarz. Tylko jemu przysługiwało prawo interpretowania i uzupełniania Edyktu. Oficjalne odpowiedzi w tych sprawach, czyli orzeczenia prawne były udzielane przez członków consilium principis, prawników, którym cesarz udzielił ius respondendi.
Sam Julian pochodził z Hadrumetun (obecnie Susa w Tunezji). Zanim został pretorem piastował funkcje kwestora oraz trybuna ludowego, za rządów cesarza Hadriana. Ok. 138 został pretorem a potem prawdopodobnie od 141 do 147 prefektem (praefectus aerarii Saturni item Militaris).
W 148 został konsulem. Ok. 151 został mianowany legatem Germanii Inferior, a potem Hiszpanii Citerior (ok. 161 - 164). Ok. 167 stał się prokonsulem Afryki. Wedle Historia Augusta był również prefektem miejskim (praefectus urbi), ale nie są to informacje sprawdzone. Należał do grona kwindecemwirów – członków kolegium kapłańskiego a potem pontifeksem. Jego syn został w 175 konsulem.
Nauczycielem Salwiusza był Jawolenus, którego zastąpił jako przełożony w szkole prawnicznej Sabinian.